# NGC 1297
NGC 1297 é uma galáxia lenticular (SB0) localizada na direcção da constelação de Eridanus. Possui uma declinação de -19° 06' 00" e uma ascensão recta de 3 horas, 19 minutos e 14,0 segundos.
A galáxia NGC 1297 foi descoberta em 1886 por Edward Emerson Barnard.